# Ташкалак (гора)
Ташкалак — горная вершина-куэста на Керченском полуострове Крыма, самая западная вершина пологой Безымянной (Кезинской) гряды. Высота над уровнем моря 126.6 м.

## Геология и география
Гора Ташкалак расположена в 2,5 км к югу от села Курортное к востоку от озера Чокрак. Это куэста, имеющую в основе брахиантиклинальную складку, вытянутую в субширотном направлении. Южный склон горы пологий, северный крутой и обрывистый. Свод и крылья складки слагают известняки-ракушечники меотического яруса.
Северная часть Керченского полуострова с точки зрения геологии это южное крыло Индольского прогиба, которое севернее Парпачского гребня имеет сложное строение. Его составляет целая система антиклинальных складок, вытянутых широтно и сложенных в ядрах майкопской серией, а на крыльях — средне- и верхнемиоценовыми отложениями.
Кезинская синклиналь Керченского полуострова расположена к юго-востоку от озера Чокрак. Выходы известняка на северо-восточном окончании складки носят название Кезинский горный хребет или Безымянная гряда. Гора Ташкалак расположена на северо-западном крыле складки и отделена от основной гряды ущельем Красная Поляна. В верховьях ущелья находятся развалины бывшего села Кезы (Красная Поляна). Выходы известняка на южном крыле образуют хребет горы Граммофонной. К северному крылу этой синклинали приурочены Ташкалакские и Кезинские каменоломни, к южному — Граммофоновские.

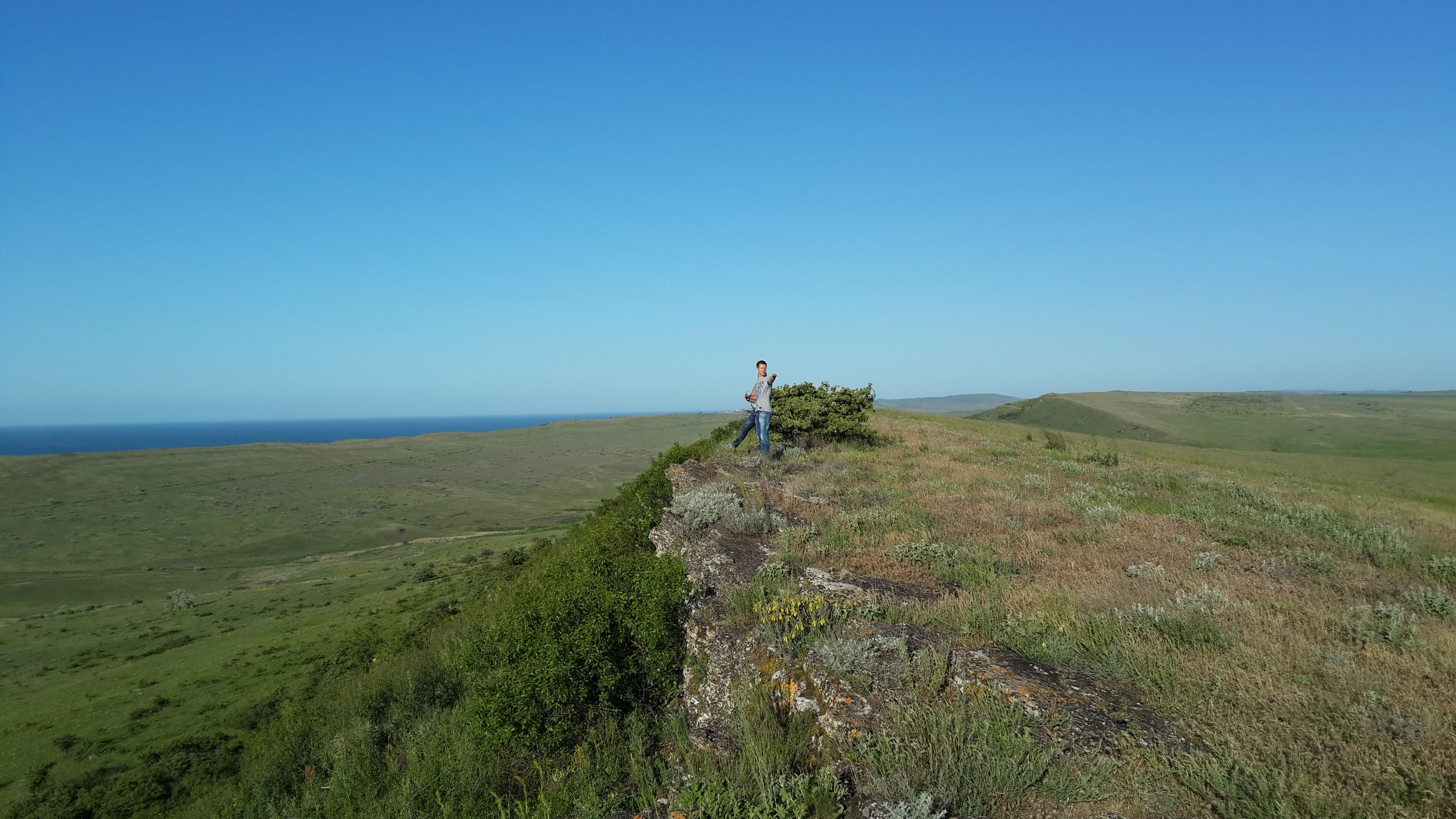
Ташкалак вид с запада
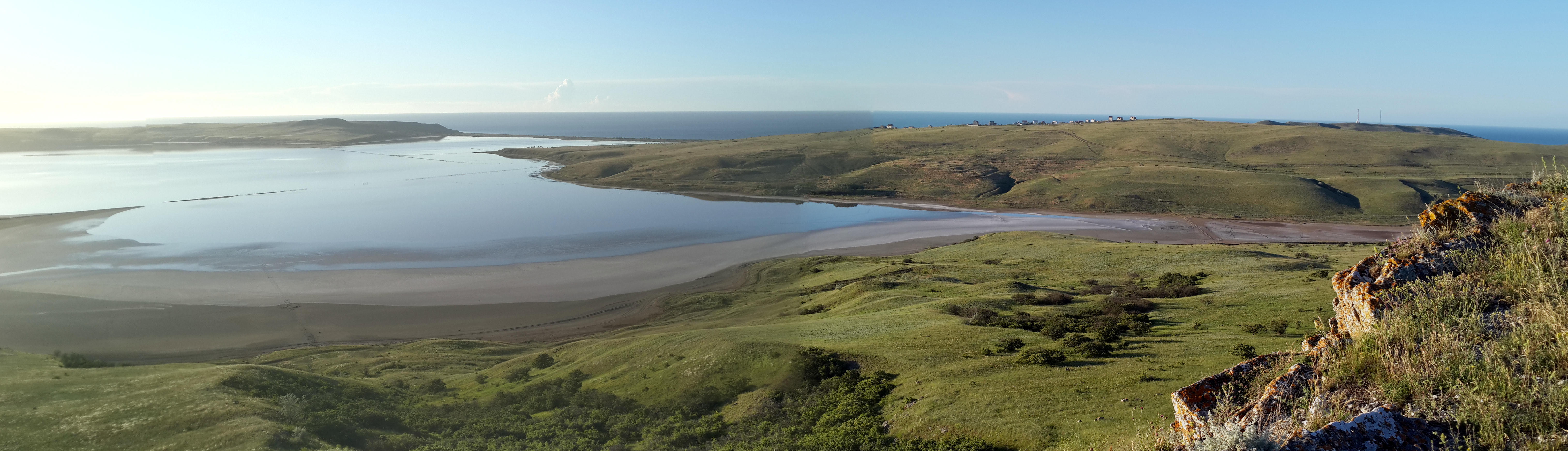
Вид с вершины Ташкалак на озеро Чокрак и Азовское море

## История
В конце XIX века тут началась разработка пильного камня. В настоящее время на склонах находятся заброшенные подземные каменоломни, а на южном склоне также карьер для открытой добычи.

Наиболее известны выработки Ташкалак-145°26′48″ с. ш. 36°19′26″ в. д., суммарная протяженность ходов которой составляет около 1500 м на северном горы и Ташкалак-245°26′41″ с. ш. 36°19′40″ в. д., суммарная протяженность которой составляет около 400 м на южном склоне. На южном и юго-западном склоне известны ещё несколько небольших разработок 45°26′31″ с. ш. 36°18′59″ в. д. длиной от 11 до 40 м. В настоящее время в связи с разрушением породы и большим числом обвалов посещение каменоломен неподготовленными экскурсантами представляет опасность.

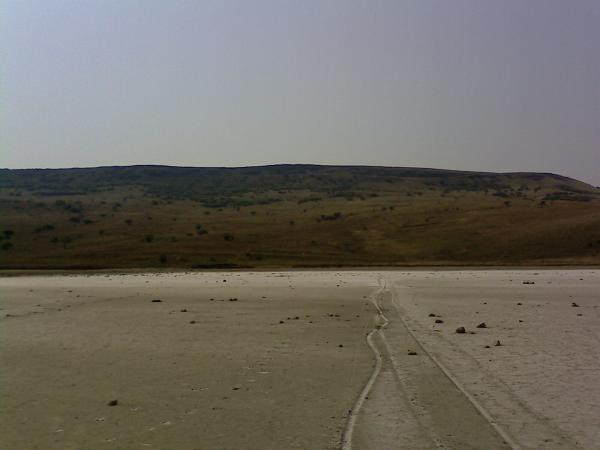
Вид с озера Чокрак на гору Ташкалак и входы в каменоломни Ташкалак-1
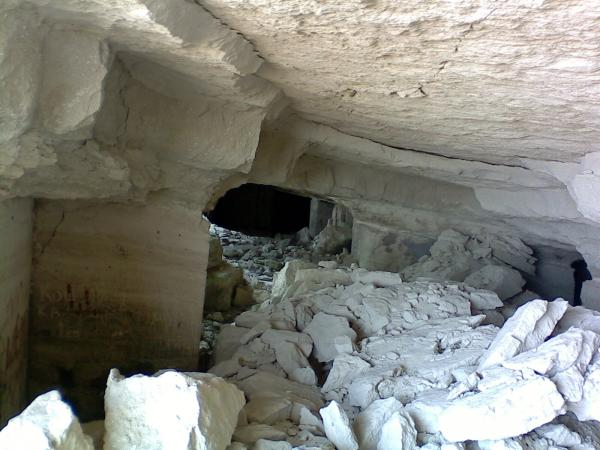
Каменоломня Ташкалак-1, обвалы при входах
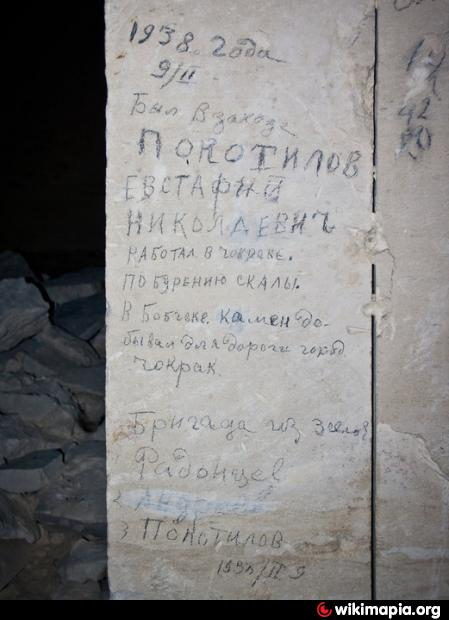
Ташкалак-1, графитти шахтёров, 1938 год
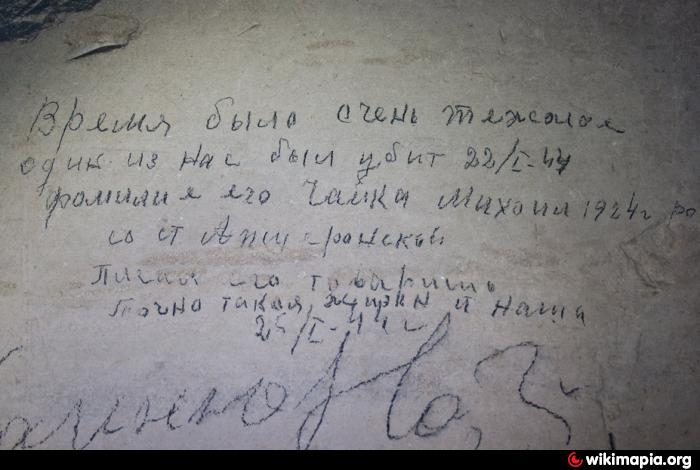
Ташкалак-1, граффити военнопленных, 1944 год
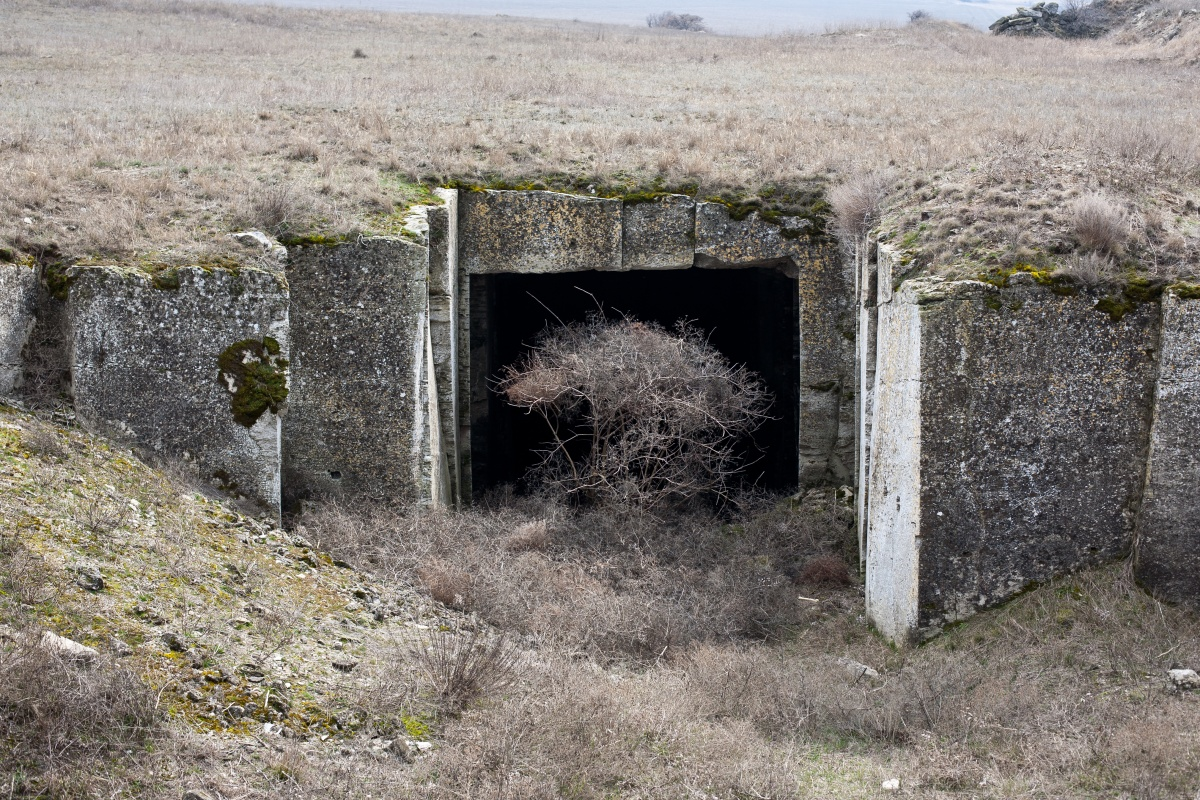
Каменоломня Ташкалак-2, вход
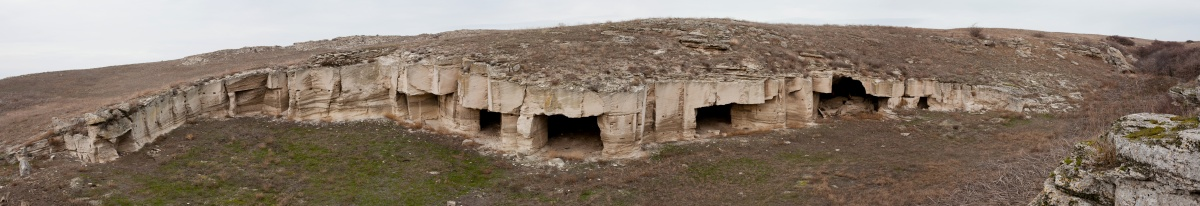
Гора Ташкалак, малые выработки на юго-западном склоне

### Великая Отечественная война
После Керченско-Эльтигенской десантной операции по этим местам проходила передовая линия Керченского плацдарма, гора входила в систему немецко-румынской обороны. Сохранились окопы и огневые позиции. Здесь в каменоломнях также находился лагерь советских военнопленных, сохранилось большое число настенных надписей.
В 2012 году на склонах горы по информации от неизвестного сотрудники отдела охранно-археологических исследований Керченского историко-культурного заповедника (КИКЗ), выехавшие на место находки обнаружили у подошвы склона вырытую искателями металла яму, из которой торчали обрывки проводов и обломки алюминия. После открытия грунта обнаружилась часть обшивки самолёта, предположительно штурмовика Ил-2, на которой сохранилась красная краска. Также были обнаружены бедренные кости и кости таза одного из членов экипажа и покрытый слоем ржавчины пулемет ШКАС калибра 7,62 мм, который находился поверх человеческих останков. Повреждения указывают на то, что машина во время падения или после была объята пламенем. Детали оплавлены, на обнаруженных костях, вероятно принадлежащих стрелку-радисту, были сильные следы термического воздействия, особенно на костях черепа. Какие-либо фрагменты обмундирования или экипировки отсутствовали. Место гибели пилота не установлено. Не было обнаружено и предметов, которые бы указывали на личность членов экипажа. Также было обнаружено возможное место его удара о землю. Не исключено, что машина была подбита в районе Чокракского озера, и затем шла в восточном направлении.